# 明港东站
明港东站是京广高速铁路与郑信城际铁路上的一座车站，位于中国河南省信阳市平桥区明港镇东部，于2012年9月28日投入使用。

## 简介
明港东站于2008年12月1日开工，2011年年底前建成，长1800米、宽55米，有2个站台、4条股道，距离信阳明港机场3.5公里。
作为一座小型中间站，最高可聚集500人。

### 站场布局
| 西↑ |      |                                      |  |
|     | 侧式 |                                      |  |
| 1道 | 1    | 京广高速铁路往北京西方向（驻马店西） |  |
| 2道 |      | 京广高速铁路上行正线（往北京西方向） |  |
| 3道 |      | 京广高速铁路下行正线（往广州南方向） |  |
| 4道 | 2    | 京广高速铁路往广州南方向（信阳东）   |  |
|     | 侧式 |                                      |  |
| 东↓ |      |                                      |  |